# Náxara Club Deportivo
El Náxara Club Deportivo es un club de fútbol de España de la localidad de Nájera, en La Rioja. Fue fundado en 1933 y juega en Tercera Federación desde su descenso en la temporada 2023-24.

## Historia
El Náxara C. D. fue fundado en 1966, aunque anteriormente había existido un equipo aficionado por los años 30 y 50 del siglo XX, tomando su nombre de la antigua denominación árabe de la ciudad, Nájera. Desde su fundación en 1966 el club participó en la competiciones regionales de la Federación Navarra de Fútbol pasando en 1986 a la recién creada Federación Riojana de Fútbol siendo inscrito en la Regional Preferente.
Su debut en Tercera División de España tuvo lugar en la temporada 2004-05 al dividirse el Grupo XV en dos subgrupos (uno para equipos navarros y otro para riojanos) y promocionarse hasta 10 equipos de la Preferente. Con el paso de las temporadas el club najerino se asentó en la categoría, llegando a lograr en la temporada 2010-11 su único campeonato liguero y su primera clasificación para los play-off de ascenso a Segunda B. La temporada siguiente disputó su primera eliminatoria en la Copa del Rey siendo derrotado 0-3 por la desaparecida U. D. Salamanca.
Posteriormente, el Náxara C. D. disputó otros cinco play-off de ascenso rozando el ascenso en la temporada 2016-17 frente a la Peña Sport F. C. en la Tercera División. 
En la temporada 2020-21, marcada por la reestructuración de las ligas de España tras el Covid-19, el Náxara acabó segundo en la fase de ascenso, consiguiendo así, por primera vez en su historia, formar parte de la Segunda División RFEF. El equipo sólo jugó un año en esta división al finalizar en antepenúltimo lugar.
Su regreso a la regional fue breve, ya que tras un comienzo titubeante, hizo una gran segunda vuelta que le dio el título y el ascenso de nuevo a falta de una jornada para el final de liga.
La temporada 2023-24 en Segunda Federación, la segunda de su historia en esta categoría también acabó con un descenso por la vía rápida, a falta de tres jornadas para acabar la liga.
De nuevo en Regional Preferente el Náxara tuvo un comienzo apabullante, ganando los 15 primeros partidos de forma consecutiva y consiguiendo el ascenso y el campeonato a falta de cuatro jornadas para acabar la competición.
Además, el club se ha hecho conocido gracias a las características de su estadio, La Salera, situado en una de las montañas que rodean la ciudad.

## Uniforme
- Primera equipación: camiseta azul y blanca a rayas verticales, pantalón azul y medias azules.
- Segunda equipación: camiseta negra con rayas rosas, pantalón negro y medias negras.

## Estadio
El Náxara C. D. disputa sus partidos en el campo de fútbol municipal de la Salera, con capacidad para 1500 espectadores. Este campo se encuentra situado en pleno monte, junto a la ruta del Camino de Santiago francés, rodeado de pinos. 

## Palmarés
Nota: en negrita competiciones vigentes en la actualidad.
| Competición nacional             | Títulos                               | Subcampeonatos     |
| -------------------------------- | ------------------------------------- | ------------------ |
| Tercera Federación (2/0)         | 2022-23 (Gr. XVI), 2024-25 (Gr. XVI). |                    |
| Tercera División de España (1/1) | 2010-11 (Gr. XVI).                    | 2020-21 (Gr. XVI). |

| Competición regional                  | Títulos                 | Subcampeonatos    |
| ------------------------------------- | ----------------------- | ----------------- |
| Copa Federación (3/2)                 | 2012-13, 2019-20, 2022. | 2013-14, 2020.    |
| Regional Preferente de La Rioja (0/2) |                         | 1992-93, 2000-01. |

## Datos del club
- Temporadas en Primera División: 0
- Temporadas en Segunda División: 0
- Temporadas en Primera Federación: 0
- Temporadas en Segunda Federación: 3
- Temporadas en Tercera Federación / Tercera División: 19
- Mejor puesto en la liga: 16.º en Segunda RFEF (temporada 2021-22)

## Trayectoria

### Histórico de temporadas
| Temporada | División     | Puesto |
| --------- | ------------ | ------ |
| 1965-66   | 2.ª Regional | 5.º    |
| 1966-67   | 2.ª Regional | 2.º    |
| 1967-68   | 1.ª Regional | 4.º    |
| 1968-69   | 1.ª Regional | 8.º    |
| 1969-70   | 1.ª Regional | 13.º   |
| 1970-71   | 1.ª Regional | 10.º   |
| 1971-72   | 1.ª Regional | 15.º   |
| 1972-73   | 1.ª Regional | 17.º   |
| 1973-74   | 2.ª Regional | 3.º    |
| 1974-75   | 1.ª Regional | 4.º    |
| 1975-76   | 1.ª Regional | 3.º    |
| 1976-77   | 1.ª Regional | 1.º    |
| 1977-78   | Preferente   | 14.º   |
| 1978-79   | Preferente   | 19.º   |
| 1979-80   | Preferente   | 16.º   |
| 1980-81   | Preferente   | 13.º   |
| 1981-82   | Preferente   | 17.º   |
| 1982-83   | 1.ª Regional | 3.º    |
| 1983-84   | 1.ª Regional | 5.º    |

| Temporada | División     | Puesto |
| --------- | ------------ | ------ |
| 1984-85   | 1.ª Regional | 3.º    |
| 1985-86   | 1.ª Regional | 1.º    |
| 1986-87   | Preferente   | 8.º    |
| 1987-88   | Preferente   | 5.º    |
| 1988-89   | Preferente   | 9.º    |
| 1989-90   | Preferente   | 6.º    |
| 1990-91   | Preferente   | 5.º    |
| 1991-92   | Preferente   | 5.º    |
| 1992-93   | Preferente   | 2.º    |
| 1993-94   | Preferente   | 5.º    |
| 1994-95   | Preferente   | 8.º    |
| 1995-96   | Preferente   | 9.º    |
| 1996-97   | Preferente   | 6.º    |
| 1997-98   | Preferente   | 3.º    |
| 1998-99   | Preferente   | 6.º    |
| 1999-00   | Preferente   | 4.º    |
| 2000-01   | Preferente   | 2.º    |
| 2001-02   | Preferente   | 9.º    |
| 2002-03   | Preferente   | 5.º    |

| Temporada | División            | Puesto | Copa del Rey |
| --------- | ------------------- | ------ | ------------ |
| 2003-04   | Preferente          | 7.º    |              |
| 2004-05   | 3.ª (Grupo XVb)     | 13.º   |              |
| 2005-06   | 3.ª (Grupo XVb)     | 10.º   |              |
| 2006-07   | 3.ª (Grupo XVI)     | 7.º    |              |
| 2007-08   | 3.ª (Grupo XVI)     | 7.º    |              |
| 2008-09   | 3.ª (Grupo XVI)     | 6.º    |              |
| 2009-10   | 3.ª (Grupo XVI)     | 6.º    |              |
| 2010-11   | 3.ª (Grupo XVI)     | 1.º    |              |
| 2011-12   | 3.ª (Grupo XVI)     | 5.º    | 1.ª Ronda    |
| 2012-13   | 3.ª (Grupo XVI)     | 6.º    |              |
| 2013-14   | 3.ª (Grupo XVI)     | 3.º    |              |
| 2014-15   | 3.ª (Grupo XVI)     | 5.º    |              |
| 2015-16   | 3.ª (Grupo XVI)     | 4.º    |              |
| 2016-17   | 3.ª (Grupo XVI)     | 2.º    |              |
| 2017-18   | 3.ª (Grupo XVI)     | 3.º    |              |
| 2018-19   | 3.ª (Grupo XVI)     | 3.º    |              |
| 2019-20   | 3.ª (Grupo XVI)     | 7.º    |              |
| 2020-21   | 3.ª (Grupo XVI)     | 2.º    |              |
| 2021-22   | 2.ª Fed. (Grupo II) | 16.º   | 1.ª Ronda    |

| Temporada | División             | Puesto | Copa del Rey |
| --------- | -------------------- | ------ | ------------ |
| 2022-23   | 3.ª Fed. (Grupo XVI) | 1.º    |              |
| 2023-24   | 2.ª Fed. (Grupo II)  | 16.º   | 1.ª Ronda    |
| 2024-25   | 3.ª Fed. (Grupo XVI) | 1.º    |              |
| 2025-26   | 2.ª Fed. (Grupo II)  |        |              |

```
LEYENDA

 :Ascenso de categoría

 :Descenso de categoría
```

### Participaciones en Copa del Rey
| Temporada | Ronda     | Rival         | Resultado |  |
| --------- | --------- | ------------- | --------- |  |
| 2011-12   | 1.ª Ronda | Sevilla F. C. | 0-1       |  |

### Participaciones en promociones de ascenso
| Temporada | Liga             | Ronda            | Rival                     | Ida | Vuelta       | Global |  | Ascenso |
| --------- | ---------------- | ---------------- | ------------------------- | --- | ------------ | ------ |  | ------- |
| 2013-14   | Tercera División | Final Campeones  | C. D. Toledo              | 4-0 | 1-1          | 5-1    |  |         |
| 2013-14   | Tercera División | Semifinal        | C. F. Reus Deportiu       | 6-0 | 0-2          | 8-0    |  |         |
| 2013-14   | Tercera División | Cuartos de final | C. D. Boiro               | 2-1 | 0-1          | 3-1    |  |         |
| 2013-14   | Tercera División | Semifinal        | C. D. Puertollano         | 0-1 | 3-1          | 1-4    |  |         |
| 2015-16   | Tercera División | Cuartos de final | Atlético Sanluqueño C. F. | 0-0 | 1-0          | 0-1    |  |         |
| 2016-17   | Tercera División | Cuartos de final | Mar Menor C. F.           | 1-1 | 2-1          | 2-3    |  |         |
| 2016-17   | Tercera División | Semifinal        | C. P. Villarrobledo       | 1-1 | 1-1 (p. 4-5) | 2-2    |  |         |
| 2016-17   | Tercera División | Final            | Peña Sport F. C.          | 1-1 | 3-1          | 2-4    |  |         |
| 2017-18   | Tercera División | Cuartos de final | C. E. L'Hospitalet        | 0-0 | 3-0          | 0-3    |  |         |
| 2017-18   | Tercera División | Semifinal        | U. P. Langreo             | 2-1 | 5-0          | 2-6    |  |         |
| 2018-19   | Tercera División | Cuartos de final | U. D. Mutilvera           | 0-0 | 1-1          | 1-1    |  |         |

### Participaciones en promociones de permanencia
| Temporada | Liga         | Ronda | Rival            | Ida | Vuelta | Global |  | Descenso |
| --------- | ------------ | ----- | ---------------- | --- | ------ | ------ |  | -------- |
| 1960-61   | 1.ª Regional | Final | C. D. La Calzada | 3-1 | 3-2    | 5-4    |  |          |

## Filial
En la temporada 2008-09 el club riojano inscribió en la Regional Preferente de La Rioja un equipo filial denominado Náxara C. D. "B". El filial najerino llegó a finalizar en dos ocasiones en puestos de ascenso a Tercera División, renunciando a ello al estar el primer equipo en dicha categoría y beneficiándose la Peña Balsamaiso C. F. (2012-13) y C. D. Tedeón (2013-14). Finalmente, en verano de 2017 desapareció. Tras varios años, en la temporada 2021-22 se volvió a formar un equipo filial denominado Náxara C. D. "B".